# Achiet-le-Grand
Achiet-le-Grand és un municipi francès situat al departament del Pas de Calais i a la regió dels Alts de França. L'any 2007 tenia 1.053 habitants.

## Demografia

### Població
El 2007 la població de fet d'Achiet-le-Grand era de 1.053 persones. Hi havia 359 famílies de les quals 76 eren unipersonals (36 homes vivint sols i 40 dones vivint soles), 84 parelles sense fills, 167 parelles amb fills i 32 famílies monoparentals amb fills.
La població ha evolucionat segons el següent gràfic:
Habitants censats

### Habitatges
El 2007 hi havia 402 habitatges, 378 eren l'habitatge principal de la família, 3 eren segones residències i 21 estaven desocupats. 381 eren cases i 18 eren apartaments. Dels 378 habitatges principals, 271 estaven ocupats pels seus propietaris, 105 estaven llogats i ocupats pels llogaters i 3 estaven cedits a títol gratuït; 1 tenia una cambra, 11 en tenien dues, 32 en tenien tres, 87 en tenien quatre i 248 en tenien cinc o més. 291 habitatges disposaven pel capbaix d'una plaça de pàrquing. A 178 habitatges hi havia un automòbil i a 151 n'hi havia dos o més.

## Economia
El 2007 la població en edat de treballar era de 683 persones, 513 eren actives i 170 eren inactives. De les 513 persones actives 449 estaven ocupades (252 homes i 197 dones) i 64 estaven aturades (36 homes i 28 dones). De les 170 persones inactives 49 estaven jubilades, 59 estaven estudiant i 62 estaven classificades com a «altres inactius».

### Ingressos
El 2009 a Achiet-le-Grand hi havia 378 unitats fiscals que integraven 1.025,5 persones, la mediana anual d'ingressos fiscals per persona era de 15.864 €.

### Activitats econòmiques
Dels 36 establiments que hi havia el 2007, 2 eren d'empreses extractives, 2 d'empreses alimentàries, 1 d'una empresa de fabricació d'elements pel transport, 3 d'empreses de fabricació d'altres productes industrials, 3 d'empreses de construcció, 12 d'empreses de comerç i reparació d'automòbils, 3 d'empreses de transport, 1 d'una empresa d'hostatgeria i restauració, 2 d'empreses immobiliàries, 1 d'una empresa de serveis, 3 d'entitats de l'administració pública i 3 d'empreses classificades com a «altres activitats de serveis».
Dels 6 establiments de servei als particulars que hi havia el 2009, 1 era una oficina de correu, 1 lampisteria, 1 electricista, 2 perruqueries i 1 agència immobiliària.
Dels 4 establiments comercials que hi havia el 2009, 1 era una gran superfície de material de bricolatge, 1 una botiga de menys de 120 m², 1 una botiga de roba i 1 una joieria.
L'any 2000 a Achiet-le-Grand hi havia 6 explotacions agrícoles.

## Equipaments sanitaris i escolars
L'únic equipament sanitari que hi havia el 2009 era una farmàcia.
El 2009 hi havia una escola elemental.